# Albert Hofmann
Albert Hofmann, švicarski kemik in izumitelj psihoaktivne substance LSD, * 11. januar 1906, Baden, Aargau, Švica, † 29. april 2008, Burg im Leimental, Švica.
Kemijo je študiral na Univerzi v Zürichu, profesionalno pa se je posvečal kemičnim procesom v rastlinah in živalih. Nekaj časa je bil zaposlen v laboratorijih Sandoz (zdaj Novartis). Hofmann, ki je LSD preizkušal tudi sam, je leta 2006 praznoval svoj stoti rojstni dan. Je avtor več kot stotih znanstvenih člankov in več knjig s področja kemije, med katerimi je najbolj znana LSD - Mein Sorgenkind (nemško LSD - Moj problematični otrok).